# ملعب السلطان ميزان زين العابدين
ملعب السلطان ميزان زين العابدين (بالإنجليزية: Sultan Mizan Zainal Abidin Stadium)‏ هو ملعب كرة قدم متعدد الأغراض يقع في كوالا ترغكانو، ماليزيا، يتسع لـ 50,000 متفرج.

## التاريخ
بدأ بناء الملعب في 2006 وافتتح عام 2008.